# یوژف تورای
یوژف تورای (به مجاری: József Turay)‏ (۱ مارس ۱۹۰۵ – ۲۴ ژوئن ۱۹۶۳) بازیکن فوتبال اهل مجارستان بود.
از باشگاه‌هایی که در آن بازی کرده بود می‌توان به باشگاه فوتبال فرنتس‌واروش و باشگاه فوتبال ام‌تی‌کی بوداپست اشاره کرد.
او همچنین در تیم ملی فوتبال مجارستان بازی کرده بود.